# Anis Ananienka
Anis Ananienka (biał. Аніс Ананенка; ur. 29 listopada 1985) – białoruski lekkoatleta, średniodystansowiec, specjalizujący się w biegu na 800 metrów. Reprezentant swojego kraju w drużynowym czempionacie Starego Kontynentu.
W 2010 roku odpadł w półfinale biegu na 800 metrów podczas Mistrzostw Europy w Lekkoatletyce 2010. W 2011 roku wziął udział w Halowych Mistrzostwach Europy w Lekkoatletyce 2011, gdzie odpadł w eliminacjach tej samej konkurencji. Na tym samym etapie rywalizacji zakończył swój start na igrzyskach olimpijskich w Londynie (2012). Na początku 2013 zajął czwarte miejsce na halowych mistrzostwach Europy w Göteborgu.
W 2015 został ukarany czteroletnią dyskwalifikacją za stosowanie niedozwolonego dopingu (do 19 czerwca 2019).
Wielokrotnie zdobywał medale mistrzostw Białorusi w lekkoatletyce. Siedmiokrotnie zostawał halowym mistrzem kraju w biegu na 800 metrów (2006, 2007, 2008, 2009, 2010, 2011 i 2013), a dwukrotnie (2010 i 2011) mistrzem kraju w tej samej konkurencji rozgrywanej na stadionie. W 2010 roku zdobył także tytuł mistrza Białorusi w sztafecie 4x400 metrów.

## Rekordy życiowe
- Bieg na 400 metrów (stadion) – 47,71 (2010)
- Bieg na 400 metrów (hala) – 48,44 (2013)
- Bieg na 600 metrów (hala) – 1:17,10 (2014)
- Bieg na 800 metrów (stadion) – 1:44,43 (2013) rekord Białorusi
- Bieg na 800 metrów (hala) – 1:48,11 (2011)
- Bieg na 1000 metrów (hala) – 2:24,83 (2013)
- Bieg na 1500 metrów (hala) – 3:54,0 (2007)